# Museu de Brinquedos e Autómatos
O Museu de Brinquedos e Autómatos (em catalão: Museu de Joguets i Autòmats) foi um museu inaugurado em 2004 na cidade catalã de Verdú, a 100 km de Barcelona, Espanha. Foi encerrado em 2013. Apresentava uma colecção de mais de mil brinquedos. Estava alojado num edifício imponente e espectacular, o que o convertia num dos museus mais destacados a nível mundial neste âmbito.[parcial?]
Foi fruto da iniciativa privada e da colecção de Manel Mayoral. O edifício que o acolhia, uma antiga casa solarenga na Praça Maior, é o centro da vida social da aldeia. O museu é constituído por três plantas com uma superfície de mais de 2 000 metros quadrados. A colecção é formada por atracções de feira, bicicletas, matraquilhos, brinquedos de lata, carros de pedais, autómatos, teatrinhos, jogos, patinetes, cartazes e muito mais.
O museu realizava exposições temporárias. Ao mesmo tempo, desde o museu oferecia o aluguer de vinte exposições temporárias a todo tipo de entidades culturais e centros de lazer. Eram realizadas visitas guiadas pelo museu e por Verdú, ateliers didácticos para grupos e o seu equipamento era alugado para realizar reportagens fotográficas e anúncios de televisão. o museu também dispunha de uma loja de brinquedos e de produtos alimentares da região.